# Clusia cuneifolia
Clusia cuneifolia är en tvåhjärtbladig växtart som beskrevs av José Cuatrecasas. Clusia cuneifolia ingår i släktet Clusia och familjen Clusiaceae. Inga underarter finns listade i Catalogue of Life.